# John Forrest
Sir John Forrest (22 de agosto de 1847 a 2 de setembro de 1918) foi um explorador australiano, o primeiro premier da Austrália Ocidental e ministro do gabinete no primeiro parlamento federal da Austrália.
Quando jovem, ele ganhou fama como explorador, liderando três expedições ao interior da Austrália Ocidental, pelas quais recebeu a Medalha de Patrono da Real Sociedade Geográfica de 1876.